# Гнила Прип'ять
Гнила Прип'ять — річка у Зарічненському районі Рівненської області України. Ліва притока Простира (басейн Дніпра).

## Назва
Назва річки вказує на повільну течію та, ймовірно, болотисті береги тепер або в минулому.

## Опис
Бере початок в с. Мутвиця та протікає територією Неньковицької, Морочненської сільських рад та територією Зарічненської селищної ради. Впадає в річку Простир. Довжина 19 км або 20,7 км, в межах району — 17,2 км. Відстань від гирла до місця впадіння — 5,7 км. Тип русла — вільне меандрування (100 % від загальної довжини річки). Є колишнім руслом річки Прип'ять. Має 5 приток довжиною до 10 км (струмків).
Старицею річки Гнила Прип'ять з'єднані лівий та правий рукави річки Стир (Простир і власне Стир (Старий Стир) відповідно).
Частково протікає територією державного ландшафтного заказника Республіки Білорусь «Простир».

## Флора
У річці Гнила Прип'ять зустрічається реліктовий вид Salvinia natans.
У заказнику «Простир» в заплаві Гнилої Прип'яті поширеність чагарників верби досягає 80-100 %. Тут верболози утворюють практично непрохідні хащі. Зустрічаються верби вушката, тритичинкова, пурпурова та інші.